# Oxicloruro de bismuto(III)
El oxicloruro de bismuto(III) es un compuesto químico. Su fórmula química es BiOCl. Tiene iones de bismuto, óxido y cloruro. El bismuto se encuentra en su estado de oxidación +3.

## Propiedades
El oxicloruro de bismuto(III) es un sólido blanquecino. Es un agente oxidante débil. Es algo brillante. No se disuelve en agua. Hace una molécula muy complicada cuando se calienta.

## Preparación
Se fabrica reaccionando cloruro de bismuto(III) con agua.

## Usos
Se utiliza en cosmética como recubrimiento perlado.